# Ligugé

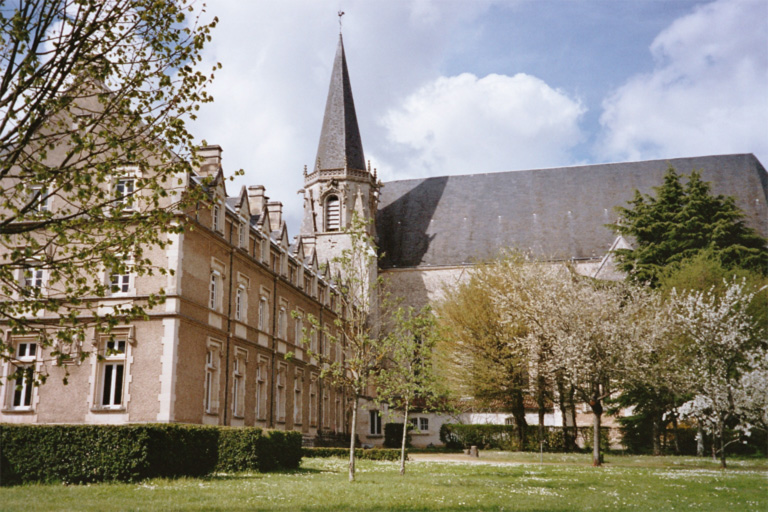
Jardin de l'abbaye Saint-Martin de Ligugé.

Ligugé là một xã, tọa lạc ở tỉnh Vienne trong vùng Nouvelle-Aquitaine, Pháp. Xã này có diện tích 22,77 km², dân số năm 2006 là 2823 người. Xã nằm ở khu vực có độ cao trung bình 89 m trên mực nước biển. 

## Biến động dân số
| Năm | 1962 | 1968 | 1975 | 1982 | 1990 | 1999 | 2006 |
| --- | ---- | ---- | ---- | ---- | ---- | ---- | ---- |
| Dân số | 1541 | 1675 | 2206 | 2700 | 2771 | 2817 | 2823 |
| From the year 1962 on: No double counting—residents of multiple communes (e.g. students and military personnel) are counted only once. |      |      |      |      |      |      |      |